# Топки (село, Кемеровская область)
То́пки — село в Топкинском районе Кемеровской области. Входит в состав Топкинского сельского поселения.

## География
Центральная часть населённого пункта расположена на высоте 198 м над уровнем моря.

## Население
| 2010 |
| ---- |
| 1562 |

### Половой состав
По данным Всероссийской переписи населения 2010 года, в селе Топки проживало 1562 человека (740 мужчин, 822 женщины).